# Fígado gorduroso da gravidez
Fígado gorduroso da gravidez ou Esteatose hepática gestacional é uma complicação grave da gravidez que ocorre no terceiro trimestre de gestação ou no pós-parto imediato. Fígado gorduroso da gravidez afeta cerca de uma em cada 10.000 grávidas. A mortalidade foi significativamente reduzida para 18% e atualmente está relacionada, principalmente, às complicações, particularmente CID (Coagulação Intravascular Disseminada) e infecções. É mais comum na primeira gravidez e na gestação de gêmeos.

## Causa
Pode ser causado por uma desordem do metabolismo de ácidos graxos pelas mitocôndrias na mãe, causada por defeito na cadeia longa da enzima 3-hidroxiacil-coenzima A desidrogenase. Antigamente era sempre fatal, mas um tratamento agressivo para estabilizar a mãe com fluidos e sangue intravenosos em antecipação ao início do trabalho de parto melhora o prognóstico.

## Sinais e sintomas
Fígado gorduroso agudo da gravidez (FGAG) manifesta-se geralmente no terceiro trimestre da gravidez, mas também pode ocorrer na segunda metade da gravidez ou no puerpério (o período imediatamente após o parto). Em média, essa doença aparece na 35ª ou 36ª semana de gestação. Os sintomas usuais da mãe são pouco específicos, como náuseas, vômitos, anorexia (perda de apetite) e dor abdominal que duram por mais de uma semana. Sede excessiva e hipoglicemia podem ser os primeiros sintomas a ser considerado fora do normal na gravidez. Icterícia e febre podem afetar até 70% das pacientes.
Em pacientes pré-eclâmpsia, uma doença grave que envolve a elevação da pressão arterial e retenção de líquido (edema) o fígado gorduroso pode gerar um envolvimento de sistemas adicionais, incluindo insuficiência renal aguda, encefalopatia hepática e pancreatite. Há também relatos de diabetes insipidus complicando esta condição.
Muitas anormalidades laboratoriais estão associadas ao fígado gorduroso agudo da gravidez. As enzimas hepáticas estão elevadas, AST e ALT podem passar 1000 UI/L, mas geralmente ficam entre 300 e 500 UI/L. Bilirrubina está quase sempre elevada. A fosfatase alcalina é freqüentemente elevado na gravidez , devido à produção da placenta, mas pode ser além disso elevados. Outras anormalidades podem incluir uma elevada contagem de glóbulos brancos, hipoglicemia, elevados parâmetros de coagulação, incluindo a relação normalizada internacional e diminuição de fibrinogênio. Uma coagulação intravascular disseminada, frequentemente fatal, pode ocorrer em até 70% das pessoas.
Uma ecografia pode mostrar depósitos de gordura no fígado, mas a principal característica desta condição, a esteatose microvesicular, não é visível no ultrassom. Raramente, essa doença pode ser complicada por ruptura ou necrose do fígado, que podem ser identificadas por ultrassom.

## Diagnóstico
O diagnóstico de fígado gordo agudo da gravidez é, normalmente, pelo obstetra, ginecologista ou pela parteira, mas diferenciá-lo de outras condições que afetam o fígado é difícil. O diagnóstico de fígado gordo agudo da gravidez é sugerido por icterícia com uma menor elevação de enzimas hepáticas, elevação da contagem de células brancas do sangue, coagulação intravascular disseminada, e um clinicamente pelo mal estar da paciente.
Uma biópsia do fígado pode fornecer um diagnóstico definitivo, mas não é sempre realizada, devido à maior chance de sangramento no fígado gordo agudo da gravidez. Geralmente vários testes serão feitos para excluir outras condições mais comuns que se apresentam com clínica semelhante, incluindo hepatite viral, pré-eclâmpsia, HELLP síndrome, colestase intra-hepática da gravidez e hepatite auto-imune.

## Tratamento
Fígado gorduroso da gravidez deve ser tratado de preferência em um hospital com serviço de emergência, cirurgia geral, hepatologia, obstetrícia e neonatologia. Em casos graves um transplante de fígado pode ser necessário. Admissão na unidade de cuidados intensivos é recomendada.
O tratamento inicial envolve medidas de suporte intravenosa com soro, glicose e produtos do sangue, incluindo plasma fresco congelado e crioprecipitado para corrigir a CID. O feto deve ser monitorado com cardiotocografia. Depois que a mãe está estabilizada, pode-se preparar para induzir o trabalho de parto. O parto pode ser normal, mas em casos de hemorragia grave, ou outras complicações, uma cesariana pode ser necessária. Muitas vezes o FGAG não é diagnosticado até que a mãe e o bebê estão em risco de vida e a cesária de emergência seja o último recurso.

## Prognóstico
Após o parto, a maioria das mães melhora, conforme a sobrecarga no metabolismo de ácidos graxos é reduzida. Essa doença pode voltar a ocorrer em gestações futuras em 25% dos casos. A mortalidade do feto também tem diminuído significativamente, mas ainda continua a ser cerca de 23%, e pode ser relacionado para a necessidade de um parto prematuro.